# Paweł I Grecki
Paweł I (właśc. gr. Παύλος Α΄ της Ελλάδας; ur. 14 grudnia 1901 w Atenach, zm. 6 marca 1964 tamże) – król Grecji w latach 1947–1964 z dynastii Glücksburgów, bocznej linii Oldenburgów. Syn Konstantyna I i królowej Zofii Hohenzollern.

## Biografia
W czasie wojny przeciw państwom osi w latach 1940–1941 służył w sztabie generalnym jako oficer armii greckiej. Następnie przebywał na emigracji. Tron objął po śmierci swojego starszego brata Jerzego II Glücksburga.
W sierpniu 1949 r. wojska królewskie ostatecznie pokonały siły komunistycznych partyzantów DSE, kładąc kres wojnie domowej.
W późniejszym okresie król praktycznie nie brał udziału w życiu politycznym.
Wystawny tryb życia rodziny królewskiej, dotowany z budżetu państwa, głęboko dzielił greckie społeczeństwo, prowadząc także do masowych protestów, m.in. w 1960 roku, gdy parlament, głosami prawicy, przyjął ustawę o sfinansowaniu przez budżet państwa niezwykle wystawnego ślubu księżniczki Zofii z następcą hiszpańskiego tronu Janem Karolem, a przy tej okazji także zjazdu rodzin królewskich i arystokratycznych Europy, wiążące się ze wzrostem akcyzy szeregu towarów, finansującym uroczystość. Z budżetu państwa asygnował też astronomiczną, zdaniem ówczesnych komentatorów, kwotę 9 mln drachm na posag księżniczki Zofii, z jednoczesnym zwolnieniem tych środków z opodatkowania oraz ze zgodą na ich wywóz za granicę. W tym samym okresie parlament odrzucił wnioski posłów centrum i lewicy o poprawę finansowania oświaty. Okoliczności te określone zostały przez opozycję jako „wyzwanie z XVII wieku” i pogłębiły ochłodzenie pomiędzy dworem a prawicowym rządem Konastantinosa Karamanlisa. Rządowi zarzucono „niedostateczną ochronę rodziny królewskiej i pryncypiów”. W następnym roku budżet państwa obciążyło huczne świętowanie w całym kraju 60 urodzin królewskich. W taki sposób, pod rządami króla Pawła, grecka monarchia weszła w ostatnie już dziesięciolecie swego funkcjonowania.
Paweł I zmarł na raka żołądka. Pochowany jest w byłych dobrach rodziny królewskiej w Tatoi koło Aten, obecnie znacjonalizowanych i wchodzących w skład Parku Narodowego Góry Parnitha.

## Rodzina
| Jerzy I Glücksburg ur. 24 XII 1845 zm. 18 III 1913 | Jerzy I Glücksburg ur. 24 XII 1845 zm. 18 III 1913 |                                                       |                                                       | Olga Konstantinowna ur. 3 IX 1851 zm. 18 VI 1926 | Olga Konstantinowna ur. 3 IX 1851 zm. 18 VI 1926 |  |  | Fryderyk III Hohenzollern ur. 18 X 1831 zm. 15 VI 1888 | Fryderyk III Hohenzollern ur. 18 X 1831 zm. 15 VI 1888 |                                                 |                                                 | Wiktoria Koburg ur. 21 XI 1840 zm. 5 VIII 1901 | Wiktoria Koburg ur. 21 XI 1840 zm. 5 VIII 1901 |
|                                                    |                                                    |                                                       |                                                       |                                                  |                                                  |  |  |                                                        |                                                        |                                                 |                                                 |                                                |                                                |
|                                                    |                                                    |                                                       |                                                       |                                                  |                                                  |  |  |                                                        |                                                        |                                                 |                                                 |                                                |                                                |
|                                                    |                                                    | Konstantyn I Glücksburg ur. 2 VIII 1868 zm. 11 I 1923 | Konstantyn I Glücksburg ur. 2 VIII 1868 zm. 11 I 1923 |                                                  |                                                  |  |  |                                                        |                                                        | Zofia Hohenzollern ur. 14 VI 1870 zm. 13 I 1932 | Zofia Hohenzollern ur. 14 VI 1870 zm. 13 I 1932 |                                                |                                                |
|                                                    |                                                    |                                                       |                                                       |                                                  |                                                  |  |  |                                                        |                                                        |                                                 |                                                 |                                                |                                                |
|                                                    |                                                    |                                                       |                                                       |                                                  |                                                  |  |  |                                                        |                                                        |                                                 |                                                 |                                                |                                                |
|                                                    |                                                    |                                                       |                                                       |                                                  |                                                  |  |  |                                                        |                                                        |                                                 |                                                 |                                                |                                                |

|                                |                                | Fryderyka Hanowerska ur. 18 IV 1917 zm. 6 II 1981 OO 9 I 1938 | Fryderyka Hanowerska ur. 18 IV 1917 zm. 6 II 1981 OO 9 I 1938 | Paweł I Glücksburg ur. 14 XII 1901 zm. 6 III 1964 | Paweł I Glücksburg ur. 14 XII 1901 zm. 6 III 1964 |  |  |  |  |
|                                |                                |                                                               |                                                               |                                                   |                                                   |  |  |  |  |
|                                |                                |                                                               |                                                               |                                                   |                                                   |  |  |  |  |
|                                |                                |                                                               |                                                               |                                                   |                                                   |  |  |  |  |
| Zofia Glücksburg ur. 2 XI 1938 | Zofia Glücksburg ur. 2 XI 1938 | Konstantyn II Glücksburg ur. 2 VI 1940 zm. 10 I 2023          | Konstantyn II Glücksburg ur. 2 VI 1940 zm. 10 I 2023          | Irena Glücksburg ur. 11 V 1942                    | Irena Glücksburg ur. 11 V 1942                    |  |  |  |  |